# الغريفات (المضاربة والعارة)

تعديل مصدري - تعديل

الغريفات هي إحدى قرى عزلة المضاربة بمديرية المضاربة والعارة التابعة لمحافظة لحج، بلغ تعداد سكانها 55 نسمة حسب تعداد اليمن لعام 2004.